# Beke József (irodalomtörténész)
Beke József (Cegléd/Nagykőrös, 1934. június 6. –) nyelvész, irodalomtörténész, magyar szakos tanár.

## Pályafutása
1956-ban szerzett magyar nyelv és irodalom szakos tanári oklevelet a Szegedi Tudományegyetemen. Tanára volt Mészöly Gedeon nyelvészprofesszor is. 1956–1964 között tanított a kunszentmártoni József Attila Gimnáziumban. 1964–1995 között volt a kecskeméti Bányai Júlia Gimnázium tanára. 1966–1988 között a gimnázium igazgatóhelyettesi posztját is betöltötte. A Katona József Társaság jegyzőjeként működött 1973–1991 között.
Katona József Bánk bán című drámájának, illetve Zrínyi Miklós műveinek nyelvével kapcsolatos kutatásai jelentősek.

## Művei
- Bánk bán-szótár. Katona József Bánk bán c. drámájának szókészlete; szerk. Beke József; Kecskeméti Lapok, Kecskemét 1991
- Zrínyi-szótár. Zrínyi Miklós életművének magyar szókészlete; szerk. Beke József; Argumentum, Bp., 2004 (Zrínyi-könyvtár)
- "Szépen öszveszedett szók". Tanulmányok az irodalmi nyelv köréből; Kecskeméti Lapok, Kecskemét, 2004 (Porta könyvek)
- Radnóti-szótár. Radnóti Miklós költői nyelvének szókészlete; szerk. Beke József; Argumentum, Bp., 2009
- Arany-szótár. Arany János költői nyelvének szókészlete, 1-3.; szerk. Balázs Géza; Anyanyelvápolók Szövetsége–Inter, Bp., 2017

## Díjai, kitüntetései
- 1992 - Toldy Ferenc-díj
- 1994 - Kecskemét Városért Oktatási Díj
- 2001 - Pilinszky János-díj
- 2004 - Kecskemét Év embere díj
- 2015 - Bács-Kiskun Megye Tudományos Díja
- 2017 - Kecskemét Felsőoktatásáért és Tudományos Életéért Díj
- 2017 - Magyar Örökség díj
- 2018 - Magyar Arany Érdemkereszt